# Christophe Noppe
Christophe Noppe (Oudenaarde, 29 de noviembre de 1994) es un ciclista profesional belga.

## Palmarés
2017
- De Kustpijl Heist

## Equipos
- DJ-Matic Kortrijk (2012)
- EFC-L&R-Vulsteke (2014-2016)
- Sport Vlaanderen-Baloise (2017-2019)
- Arkéa Samsic[2] (2020-2022)
- Cofidis (2023-2024)